# George Butler
Pour les articles homonymes, voir George Butler (homonymie) et Butler.
George Butler est un réalisateur, producteur et scénariste britannique né le 12 octobre 1943 à Chester dans le Cheshire et mort le 21 octobre 2021 à Holderness au New Hampshire.

## Filmographie

### comme réalisateur
- 1977 : Pumping Iron
- 1985 : Pumping Iron II: The Women
- 1989 : In the Blood
- 2000 : The Endurance: Shackleton's Legendary Antarctic Expedition
- 2001 : Ernest Shackleton: naufragé de l'Antarctique (Shackleton's Antarctic Adventure)
- 2004 : Going Upriver: The Long War of John Kerry
- 2006 : Objectif Mars (Roving Mars)

### comme producteur
- 1989 : In the Blood
- 2000 : The Endurance: Shackleton's Legendary Antarctic Expedition
- 2001 : Ernest Shackleton: naufragé de l'Antarctique (Shackleton's Antarctic Adventure)
- 2004 : Going Upriver: The Long War of John Kerry
- 2004 : Winning New Hampshire
- 2006 : Objectif Mars (Roving Mars)

### comme scénariste
- 1977 : Pumping Iron
- 1985 : Pumping Iron II: The Women